# Grillholma
Grillholma är en ö i Finland. Den ligger i Skärgårdshavet och i kommunen Sagu i den ekonomiska regionen  Åbo ekonomiska region i landskapet Egentliga Finland, i den sydvästra delen av landet. Ön ligger omkring 25 kilometer söder om Åbo och omkring 140 kilometer väster om Helsingfors.
Öns area är 1,7 hektar och dess största längd är 180 meter i sydöst-nordvästlig riktning.